# Никола Атанасов (офицер)
Вижте пояснителната страница за други личности с името Никола Атанасов.
Никола Петров Атанасов е български политически офицер, генерал-майор.

## Биография
Роден е през декември 1919 г. в одринското село Кулели Бургас. Учи училище до 3 клас. От 1938 г. е член на РМС, а от 1943 г. и на БКП. В периода 1936 – 1940 г. е шивашки работник в Ямбол. Там от 1939 г. е член на Районния комитет на РМС, а от 1940 член на Градския комитет. От 1941 до октомври 1942 г. отслужва наборната си служба в шести артилерийски полк в Сливен. От октомври 1942 г. се включва отново в дейността на РМС, където става завеждащ бойните групи, с които прави саботажи като запалване на складове в Ямбол. През 1943 г. вече като член на БКП влиза в градския комитет на партията и отново завежда бойните групи. След разкрития е арестуван през октомври същата година. В полицията прави разкрития и е осъден на 15 години затвор. Остава в затвора до септември 1944 г. След това е освободен и е назначен за секретар на втори районен комитет на БКП в Ямбол, а от септември 1945 г. е завеждащ организационния отдел на ГК на БКП. По-късно е и секретар на отдела. През март 1948 г. става член на Бюрото на Окръжния комитет на БКП в Ямбол и председател на ЕОПО на Отечествения фронт. По това време завършва седеммесечен курс в Централната партийна школа. Между октомври 1948 и април 1950 г. е изпратен за секретар на Околийския комитет на БКП в Грудово. От април 1950 до февруари 1951 г. е секретар на Околийския комитет на БКП в Елхово и от май 1950 за член на Окръжния комитет на БКП в Ямбол. От февруари до април 1951 г. е инспектор на ЦК на БКП. През април 1951 г. е назначен за заместник-началник на Организационно-инструкторското управление на Главното политическо управление на българската народна армия (ГлПуна). Остава на този пост до февруари 1952 г., когато е назначен за началник на Организационно-инструкторското управление. Завършва Военната академия „Фрунзе“ в СССР. Към 1964 г. е на разпореждане на Управление „Кадри“ на Министерството на отбраната. От август 1965 е заместник-началник на ГлПуна. През 1964 г. достига чин генерал-майор.
Награден е с орден „Народна република България“ – III ст.